# Batalla de Gurin
La batalla de Gurin va tenir lloc el 29 d'abril de 1915, durant la campanya de Kamerun de la Primera Guerra Mundial, a Gurin (Nigèria), prop de la frontera amb la colònia alemanya de Kamerun.
La batalla va ser una de les més grans de les incursions alemanyes a la colònia britànica. Va acabar amb l'expulsió de la força invasora alemanya.

## Antecedents
L'abril del 1915, les forces britàniques es van concentrar principalment en el centre i sud de Kamerun, deixant una gran part de la frontera de Nigèria amb la colònia alemanya relativament indefensa.
Després del setge fallit del principal lloc d'avançada alemany al nord-oest de Kamerun, en la Primera batalla de Garoua a l'agost de 1914, les forces alemanyes de la zona van aconseguir una considerable llibertat de moviment. Això va permetre que el capità von Crailsheim, comandant de les forces alemanyes de Garoua, de dur a terme una sèrie d'incursions a la Nigèria britànica.
A finals d'abril, una força comandada per von Crailsheim es va unir a una més petita, al comandament del capità Schipper, per a atacar el poble de Gurin, just a la frontera amb Nigèria.
El poble de Gurin estava protegit per una fortalesa circular i una guarnició de 42 homes, formada majoritàriament per policies, al comandament del capità Derek Pawle.

## Batalla
A l'alba del 29 d'abril de 1915, la força alemanya va envoltar i atacar el fort de Gurin.
Al principi de la batalla, el comandant de les forces britàniques, el capità Pawle, va morir en combat, i es va fer càrrec de la defensa de la fortalesa el tinent Joseph F.J. Fitzpatrick.
Els alemanys tenien 5 metralladores que van poder danyar les defenses de la fortalesa. Tot i la superioritat de tropes i d'armament, els alemanys no van poder capturar la fortalesa. Al voltant del migdia, després de set hores de combat, von Crailsheim i la seva força es van retirar de Gurin.
Els britànics van perdre 13 homes, aproximadament el 30% dels seus efectius, durant la batalla.
La unitat alemanya va perdre 40 soldats africans i 5 soldats europeus.

## Conseqüències
Després de la batalla, el capità Schipper va portar als soldats ferits cap al sud, mentre que von Crailsheim va tornar cap a Garoua amb la tropa restant. Les forces britàniques van intentar interceptar a les unitats alemanyes que tornaven, però van fracassar.
La batalla va ser tècnicament un fracàs per als alemanys, però von Crailsheim va tenir èxit infligint baixes significatives a la força de Gurin.
El comandament militar britànic es va sorprendre de la incursió alemanya en el seu territori. L'acció que va tenir lloc a Gurin va fer que el comandant aliat a l'oest de Kamerun, el coronel Cunliffe, s'inquietès per la llibertat de moviment que tenia la força alemanya estacionada en Garoua. Aquesta guarnició no va ser seriosament atacada per les forces aliades des de la Primera batalla de garúa, a l'agost de 1914. La batalla de Gurin va posar en marxa un nou intent britànic i francès per a prendre finalment les fortaleses alemanyes a Garoua. En última instància, aquest conflicte va donar lloc a una millor defensa de Gurin i la Segona batalla de Garoua.